# Élections départementales de 2021 en Seine-Saint-Denis
Les élections départementales en Seine-Saint-Denis ont lieu les 20 et 27 juin 2021.

## Contexte départemental

### Assemblée départementale sortante
Avant les élections, le conseil départemental de la Seine-Saint-Denis est présidé par Stéphane Troussel (Parti socialiste). 
Il comprend 42 conseillers départementaux issus des 21 cantons de la Seine-Saint-Denis. 
| Président du conseil départemental   |       |       |      |                                         |
| Stéphane Troussel (PS)               |       |       |      |                                         |
| Parti                                | Sigle | Sigle | Élus | Groupes                                 |
| Majorité (24 sièges)                 |       |       |      |                                         |
| Parti socialiste                     |       | PS    | 9    | Socialiste, radical et gauche citoyenne |
| Parti radical de gauche              |       | PRG   | 1    | Socialiste, radical et gauche citoyenne |
| Mouvement de la gauche citoyenne     |       | DVG   | 1    | Socialiste, radical et gauche citoyenne |
| Parti communiste français            |       | PCF   | 7    | Communiste, citoyen, front de gauche    |
| Ensemble !                           |       | E!    | 1    | Communiste, citoyen, front de gauche    |
| Europe Écologie Les Verts            |       | EÉLV  | 2    | Europe Écologie Les Verts               |
| La France insoumise                  |       | LFI   | 3    | Insoumis et communiste                  |
| Opposition (18 sièges)               |       |       |      |                                         |
| Les Républicains                     |       | LR    | 8    | Les Républicains                        |
| Union des démocrates et indépendants |       | UDI   | 2    | UDI-MoDem                               |
| Mouvement démocrate                  |       | MoDem | 1    | UDI-MoDem                               |
| Divers droite                        |       | DVD   | 3    | Les centristes                          |
| Agir                                 |       | Agir  | 2    | Agir pour la Seine-Saint-Denis          |
| Les Républicains                     |       | LR    | 2    | Non-inscrits                            |

## Système électoral
Les élections ont lieu au scrutin majoritaire binominal à deux tours. Le système est paritaire : les candidatures sont présentées sous la forme d'un binôme composé d'une femme et d'un homme avec leurs suppléants (une femme et un homme également).
Pour être élu au premier tour, un binôme doit obtenir la majorité absolue des suffrages exprimés et un nombre de suffrages au moins égal à 25 % des électeurs inscrits. Si aucun binôme n'est élu au premier tour, seuls peuvent se présenter au second tour les binômes qui ont obtenu un nombre de suffrages au moins égal à 12,5 % des électeurs inscrits, sans possibilité pour les binômes de fusionner. Est élu au second tour le binôme qui obtient le plus grand nombre de voix.

## Résultats à l'échelle du département

### Résultats par nuances
Les nuances utilisées par le ministère de l'Intérieur ne tiennent pas compte des alliances locales.
| Binômes                  | Binômes                              | Binômes                  | Premier tour | Premier tour | Premier tour | Second tour | Second tour   | Second tour | Total | +/-           |
| Binômes                  | Binômes                              | Binômes                  | Voix         | %            | Sièges       | Voix        | %             | Sièges      | Total | +/-           |
| ------------------------ | ------------------------------------ | ------------------------ | ------------ | ------------ | ------------ | ----------- | ------------- | ----------- | ----- | ------------- |
|                          | Union à gauche avec des écologistes  | UGE                      | 65 793       | 36,23        | 0            | 101 377     | 54,96         | 24          | 24    | Nv.           |
|                          | Les Républicains                     | LR                       | 21 008       | 11,57        | 0            | 28 279      | 15,33         | 8           | 8     | 2             |
|                          | Rassemblement national               | RN                       | 16 557       | 9,12         | 0            | 1 793       | 0,97          | 0           | 0     | en stagnation |
|                          | Union à droite                       | UD                       | 15 881       | 8,75         | 0            | 24 086      | 13,06         | 4           | 4     | 4             |
|                          | Union à gauche                       | UG                       | 12 196       | 6,72         | 0            | 5 044       | 2,73          | 2           | 2     | 6             |
|                          | Divers droite                        | DVD                      | 8 808        | 4,85         | 0            | 7 011       | 3,80          | 2           | 2     | en stagnation |
|                          | Union des démocrates et indépendants | UDI                      | 7 913        | 4,36         | 0            | 8 783       | 4,76          | 2           | 2     | en stagnation |
|                          | Divers gauche                        | DVG                      | 7 623        | 4,20         | 0            | 4 894       | 2,65          | 0           | 0     | en stagnation |
|                          | La France insoumise                  | FI                       | 6 190        | 3,41         | 0            | 3 189       | 1,73          | 0           | 0     | Nv.           |
|                          | Divers                               | DIV                      | 4 865        | 2,68         | 0            |             |               |             | 0     | en stagnation |
|                          | Union au centre et à droite          | UCD                      | 3 449        | 1,90         | 0            | 0           | Nv.           |             |       |               |
|                          | La République en marche              | REM                      | 3 292        | 1,81         | 0            | 0           | Nv.           |             |       |               |
|                          | Extrême gauche                       | EXG                      | 2 484        | 1,37         | 0            | 0           | en stagnation |             |       |               |
|                          | Divers centre                        | DVC                      | 1 598        | 0,88         | 0            | 0           | Nv.           |             |       |               |
|                          | Union au centre                      | UC                       | 1 543        | 0,85         | 0            | 0           | Nv.           |             |       |               |
|                          | Union au centre et à gauche          | UCG                      | 1 193        | 0,66         | 0            | 0           | Nv.           |             |       |               |
|                          | Parti communiste français            | COM                      | 1 182        | 0,65         | 0            | 0           | 2             |             |       |               |
|                          |                                      |                          |              |              |              |             |               |             |       |               |
| Suffrages exprimés       | Suffrages exprimés                   | Suffrages exprimés       | 181 575      | 95,03        |              | 184 456     | 88,77         |             |       |               |
| Votes blancs             | Votes blancs                         | Votes blancs             | 6 592        | 3,45         | 18 396       | 8,85        |               |             |       |               |
| Votes nuls               | Votes nuls                           | Votes nuls               | 2 900        | 1,52         | 4 934        | 2,37        |               |             |       |               |
| Total                    | Total                                | Total                    | 191 067      | 100          | 0            | 207 786     | 100           | 42          | 42    | en stagnation |
| Abstentions              | Abstentions                          | Abstentions              | 593 509      | 75,65        |              | 577 133     | 73,53         |             |       |               |
| Inscrits / participation | Inscrits / participation             | Inscrits / participation | 784 576      | 24,35        | 784 919      | 23,50       |               |             |       |               |

### Assemblée départementale élue
| Président du conseil départemental   | Président du conseil départemental | Président du conseil départemental | Président du conseil départemental | Président du conseil départemental     |
| ------------------------------------ | ---------------------------------- | ---------------------------------- | ---------------------------------- | -------------------------------------- |
| Stéphane Troussel (PS)               |                                    |                                    |                                    |                                        |
| Parti                                | Sigle                              | Sigle                              | Élus                               | Groupes                                |
| Majorité (26 sièges)                 |                                    |                                    |                                    |                                        |
| Parti socialiste                     |                                    | PS                                 | 10                                 | Gauche solidaire et écologiste         |
| Génération.s                         |                                    | G.s                                | 1                                  | Gauche solidaire et écologiste         |
| Parti radical de gauche              |                                    | PRG                                | 1                                  | Gauche solidaire et écologiste         |
| Parti communiste français            |                                    | PCF                                | 6                                  | Groupe communiste, insoumis et citoyen |
| La France insoumise                  |                                    | LFI                                | 2                                  | Groupe communiste, insoumis et citoyen |
| Divers gauche                        |                                    | DVG                                | 1                                  | Groupe communiste, insoumis et citoyen |
| EÉLV                                 |                                    | EÉLV                               | 4                                  | Pôle écologiste de Seine-Saint-Denis   |
| Divers gauche                        |                                    | DVG                                | 1                                  | Pôle écologiste de Seine-Saint-Denis   |
| Opposition (16 sièges)               |                                    |                                    |                                    |                                        |
| Les Républicains                     |                                    | LR                                 | 12                                 | Républicains et divers droite          |
| Union des démocrates et indépendants |                                    | UDI                                | 3                                  | Union des démocrates et indépendants   |
| Divers droite                        |                                    | DVD                                | 1                                  | Union des démocrates et indépendants   |

Dans le cadre des débats de l'élection présidentielle de 2022, les conseillers départementaux Marie-Blanche Pietri et  Vijay Monany, membres du groupe d’opposition Les Républicains et divers droite en ont été exclus pour avoir soutenus la candidature d'Éric Zemmour, réduisant d'autant les effectifs de ce groupe

### Élus par canton
La gauche sauve sa majorité en conservant les cantons menacés de Tremblay-en-France et surtout Noisy-le-Grand (ville gagnée par la droite lors des précédentes municipales). La majorité départementale parvient aussi à reconquérir Saint-Ouen et Sevran, mais échoue à Aubervilliers (ville gagnée par l'UDI lors des municipales).
| Canton               | Conseiller Sortant   | Parti | Parti | Conseiller Élu       | Parti | Parti |
| -------------------- | -------------------- | ----- | ----- | -------------------- | ----- | ----- |
| Aubervilliers        | Pascal Beaudet       |       | PCF   | Karine Franclet      |       | UDI   |
| Aubervilliers        | Meriem Derkaoui      |       | PCF   | Samuel Martin        |       | LR    |
| Aulnay-sous-Bois     | Mohamed Ayyadi       |       | Agir  | Frank Cannarozzo     |       | LR    |
| Aulnay-sous-Bois     | Séverine Maroun      |       | LR    | Séverine Maroun      |       | LR    |
| Bagnolet             | Daniel Guiraud       |       | PS    | Daniel Guiraud       |       | PS    |
| Bagnolet             | Corinne Valls        |       | MGC   | Élodie Girardet      |       | DVG   |
| Le Blanc-Mesnil      | Christine Cerrigone  |       | LR    | Angela Segura        |       | LR    |
| Le Blanc-Mesnil      | Vijay Monany         |       | LR    | Vijay Monany         |       | LR    |
| Bobigny              | Pascale Labbé        |       | PCF   | Pascale Labbé        |       | PCF   |
| Bobigny              | Abdel-Madjid Sadi    |       | PCF   | Abdel-Madjid Sadi    |       | PCF   |
| Bondy                | Katia Coppi          |       | LR    | Philippe Dallier     |       | LR    |
| Bondy                | Stephen Hervé        |       | LR    | Oldhynn Pierre       |       | LR    |
| La Courneuve         | Zainaba Saïd-Anzum   |       | PS    | Zainaba Saïd-Anzum   |       | PS    |
| La Courneuve         | Stéphane Troussel    |       | PS    | Stéphane Troussel    |       | PS    |
| Drancy               | Hamid Chabani        |       | UDI   | Hamid Chabani        |       | UDI   |
| Drancy               | Aude Lagarde         |       | UDI   | Aude Lagarde         |       | UDI   |
| Épinay-sur-Seine     | Nadège Abomangoli    |       | LFI   | Florence Laroche     |       | PRG   |
| Épinay-sur-Seine     | Michel Fourcade      |       | PS    | Michel Fourcade      |       | PS    |
| Gagny                | Gaëtan Grandin       |       | LR    | Rolin Cranoly        |       | LR    |
| Gagny                | Marie-Blanche Pietri |       | LR    | Marie-Blanche Pietri |       | LR    |
| Livry-Gargan         | Sylvie Paul-Bernard  |       | LR    | Sylvie Paul-Bernard  |       | LR    |
| Livry-Gargan         | Gérard Prudhomme     |       | Agir  | Pierre-Yves Martin   |       | LR    |
| Montreuil-1          | Frédéric Molossi     |       | PS    | Frédéric Molossi     |       | PS    |
| Montreuil-1          | Magalie Thibault     |       | PS    | Magalie Thibault     |       | PS    |
| Montreuil-2          | Dominique Attia      |       | E!    | Tessa Chaumillon     |       | EÉLV  |
| Montreuil-2          | Belaïde Bedreddine   |       | PCF   | Belaïde Bedreddine   |       | PCF   |
| Noisy-le-Grand       | Emmanuel Constant    |       | PS    | Emmanuel Constant    |       | PS    |
| Noisy-le-Grand       | Frédérique Denis     |       | EÉLV  | Frédérique Denis     |       | EÉLV  |
| Pantin               | Bertrand Kern        |       | PS    | Mathieu Monot        |       | PS    |
| Pantin               | Florence Laroche     |       | DVG   | Nadia Azoug          |       | EÉLV  |
| Saint-Denis-1        | Nadège Grosbois      |       | EÉLV  | Oriane Filhol        |       | G.s   |
| Saint-Denis-1        | Mathieu Hanotin      |       | PS    | Corentin Duprey      |       | PS    |
| Saint-Denis-2        | Silvia Capanema      |       | LFI   | Silvia Capanema      |       | LFI   |
| Saint-Denis-2        | Azzedine Taïbi       |       | PCF   | Azzedine Taïbi       |       | PCF   |
| Saint-Ouen-sur-Seine | Hervé Chevreau       |       | DVD   | Karim Bouamrane      |       | PS    |
| Saint-Ouen-sur-Seine | Marie-Louise Magrino |       | DVD   | Émilie Lecrocq       |       | PCF   |
| Sevran               | Yvon Kergoat         |       | MoDem | Stéphane Blanchet    |       | DVG   |
| Sevran               | Martine Valleton     |       | LR    | Mélissa Youssouf     |       | EÉLV  |
| Tremblay-en-France   | Dominique Dellac     |       | PCF   | Dominique Dellac     |       | PCF   |
| Tremblay-en-France   | Pierre Laporte       |       | LFI   | Pierre Laporte       |       | LFI   |
| Villemomble          | Jean-Michel Bluteau  |       | DVD   | Jean-Michel Bluteau  |       | DVD   |
| Villemomble          | Michèle Choulet      |       | LR    | Michèle Choulet      |       | LR    |

## Résultats par canton
Les binômes sont présentés par ordre décroissant des résultats au premier tour. En cas de victoire au second tour du binôme arrivé en deuxième place au premier, ses résultats sont indiqués en gras. 

### Canton d'Aubervilliers
| Candidats                | Candidats                | Partis                   | Nuance                   | Premier tour | Premier tour | Second tour | Second tour |
| Candidats                | Candidats                | Partis                   | Nuance                   | Voix         | %            | Voix        | %           |
| ------------------------ | ------------------------ | ------------------------ | ------------------------ | ------------ | ------------ | ----------- | ----------- |
|                          | Karine Franclet          | UDI                      | UD                       | 2 816        | 41,54        | 3 989       | 55,04       |
|                          | Samuel Martin            | LR                       | UD                       | 2 816        | 41,54        | 3 989       | 55,04       |
|                          | Anthony Daguet           | PCF                      | UGE                      | 1 591        | 23,47        | 3 259       | 44,96       |
|                          | Corinne Narassiguin      | PS                       | UGE                      | 1 591        | 23,47        | 3 259       | 44,96       |
|                          | Nabila Djebbari          | DVG                      | DVG                      | 1 049        | 15,47        |             |             |
|                          | Marc Guerrien            | DVG                      | DVG                      | 1 049        | 15,47        |             |             |
|                          | Guillaume Lescaut        | LFI                      | FI                       | 734          | 10,83        |             |             |
|                          | Dolores Nzoungou         | LFI                      | FI                       | 734          | 10,83        |             |             |
|                          | Fanny Abdi               | RN                       | RN                       | 419          | 6,18         |             |             |
|                          | Rami Youssef             | RN                       | RN                       | 419          | 6,18         |             |             |
|                          | Kathleen Bruce           | POID                     | EXG                      | 92           | 1,36         |             |             |
|                          | Patrick Champion         | POID                     | EXG                      | 92           | 1,36         |             |             |
|                          | Slimane Dib              | DVD                      | DVD                      | 78           | 1,15         |             |             |
|                          | Maryse Sebban            | DVD                      | DVD                      | 78           | 1,15         |             |             |
|                          |                          |                          |                          |              |              |             |             |
| Suffrages exprimés       | Suffrages exprimés       | Suffrages exprimés       | Suffrages exprimés       | 6 779        | 97,71        | 7 248       | 95,12       |
| Votes blancs             | Votes blancs             | Votes blancs             | Votes blancs             | 139          | 1,98         | 217         | 2,85        |
| Votes nuls               | Votes nuls               | Votes nuls               | Votes nuls               | 92           | 1,31         | 155         | 2,03        |
| Total                    | Total                    | Total                    | Total                    | 7 010        | 100          | 7 620       | 100         |
| Abstention               | Abstention               | Abstention               | Abstention               | 22 916       | 76,58        | 22 304      | 74,54       |
| Inscrits / participation | Inscrits / participation | Inscrits / participation | Inscrits / participation | 29 926       | 23,42        | 29 924      | 25,46       |

### Canton d'Aulnay-sous-Bois
| Candidats                | Candidats                | Partis                   | Nuance                   | Premier tour | Premier tour | Second tour | Second tour |
| Candidats                | Candidats                | Partis                   | Nuance                   | Voix         | %            | Voix        | %           |
| ------------------------ | ------------------------ | ------------------------ | ------------------------ | ------------ | ------------ | ----------- | ----------- |
|                          | Frank Cannarozzo         | LR                       | LR                       | 5 439        | 51,72        | 7 502       | 65,37       |
|                          | Séverine Maroun          | LR                       | LR                       | 5 439        | 51,72        | 7 502       | 65,37       |
|                          | Adélaïde Gandji          | PCF                      | UGE                      | 2 199        | 20,91        | 3 974       | 34,63       |
|                          | Oussouf Siby             | PS                       | UGE                      | 2 199        | 20,91        | 3 974       | 34,63       |
|                          | Stéphane Abraham         | RN                       | RN                       | 1 207        | 11,48        |             |             |
|                          | Colette Lévêque          | RN                       | RN                       | 1 207        | 11,48        |             |             |
|                          | Claire Cazin             | LFI                      | FI                       | 758          | 7,21         |             |             |
|                          | Patrice Lemoine          | LFI                      | FI                       | 758          | 7,21         |             |             |
|                          | Mohamed Bounoua          | SE                       | DIV                      | 708          | 6,73         |             |             |
|                          | Marine Zaccardelli       | SE                       | DIV                      | 708          | 6,73         |             |             |
|                          | Sylvie Guy               | POID                     | EXG                      | 205          | 1,95         |             |             |
|                          | Dominique Vidal          | POID                     | EXG                      | 205          | 1,95         |             |             |
|                          |                          |                          |                          |              |              |             |             |
| Suffrages exprimés       | Suffrages exprimés       | Suffrages exprimés       | Suffrages exprimés       | 10 516       | 95,35        | 11 476      | 95,12       |
| Votes blancs             | Votes blancs             | Votes blancs             | Votes blancs             | 348          | 3,16         | 441         | 3,65        |
| Votes nuls               | Votes nuls               | Votes nuls               | Votes nuls               | 165          | 1,50         | 149         | 1,23        |
| Total                    | Total                    | Total                    | Total                    | 11 029       | 100          | 12 066      | 100         |
| Abstention               | Abstention               | Abstention               | Abstention               | 33 746       | 75,37        | 32 735      | 73,07       |
| Inscrits / participation | Inscrits / participation | Inscrits / participation | Inscrits / participation | 44 775       | 24,63        | 44 801      | 26,93       |

### Canton de Bagnolet
| Candidats                | Candidats                | Partis                   | Nuance                   | Premier tour | Premier tour | Second tour | Second tour |
| Candidats                | Candidats                | Partis                   | Nuance                   | Voix         | %            | Voix        | %           |
| ------------------------ | ------------------------ | ------------------------ | ------------------------ | ------------ | ------------ | ----------- | ----------- |
|                          | Élodie Girardet          | DVG                      | UGE                      | 6 025        | 51,00        | 10 334      | 100         |
|                          | Daniel Guiraud           | PS                       | UGE                      | 6 025        | 51,00        | 10 334      | 100         |
|                          | Raquel Garrido           | LFI                      | UG                       | 3 021        | 25,57        | Retrait     | Retrait     |
|                          | Tony Laïdi               | PCF                      | UG                       | 3 021        | 25,57        | Retrait     | Retrait     |
|                          | Abel Mouberi             | LREM                     | REM                      | 1 958        | 16,57        |             |             |
|                          | Cécile Philippin         | LREM                     | REM                      | 1 958        | 16,57        |             |             |
|                          | Laurie Journo            | POID                     | EXG                      | 432          | 3,66         |             |             |
|                          | Guillaume Thénoz         | POID                     | EXG                      | 432          | 3,66         |             |             |
|                          | Nao Argouse              | PP                       | DIV                      | 378          | 3,20         |             |             |
|                          | Baptiste Clugéry         | PP                       | DIV                      | 378          | 3,20         |             |             |
|                          |                          |                          |                          |              |              |             |             |
| Suffrages exprimés       | Suffrages exprimés       | Suffrages exprimés       | Suffrages exprimés       | 11 814       | 89,63        | 10 334      | 95,11       |
| Votes blancs             | Votes blancs             | Votes blancs             | Votes blancs             | 1 187        | 9,01         | 3 148       | 22,91       |
| Votes nuls               | Votes nuls               | Votes nuls               | Votes nuls               | 180          | 1,37         | 258         | 1,88        |
| Total                    | Total                    | Total                    | Total                    | 13 181       | 100          | 13 740      | 100         |
| Abstention               | Abstention               | Abstention               | Abstention               | 35 123       | 72,71        | 34 580      | 71,56       |
| Inscrits / participation | Inscrits / participation | Inscrits / participation | Inscrits / participation | 48 304       | 27,29        | 48 320      | 28,44       |

### Canton du Blanc-Mesnil
| Candidats                | Candidats                   | Partis                   | Nuance                   | Premier tour | Premier tour | Second tour | Second tour |
| Candidats                | Candidats                   | Partis                   | Nuance                   | Voix         | %            | Voix        | %           |
| ------------------------ | --------------------------- | ------------------------ | ------------------------ | ------------ | ------------ | ----------- | ----------- |
|                          | Vijay Monany                | LR                       | LR                       | 3 633        | 54,40        | 4 456       | 58,21       |
|                          | Angela Segura               | LR                       | LR                       | 3 633        | 54,40        | 4 456       | 58,21       |
|                          | Fabien Gay                  | PCF                      | UGE                      | 1 511        | 22,63        | 3 199       | 41,79       |
|                          | Sandrine Hedel              | GRS                      | UGE                      | 1 511        | 22,63        | 3 199       | 41,79       |
|                          | Christine Comayras          | SE                       | DVD                      | 503          | 7,53         |             |             |
|                          | Pierre-Marie Perrin         | DVD                      | DVD                      | 503          | 7,53         |             |             |
|                          | Sevinc Balsi                | SE                       | DIV                      | 491          | 7,35         |             |             |
|                          | Yvon Thomas                 | SE                       | DIV                      | 491          | 7,35         |             |             |
|                          | Sophiane Coursois           | SE                       | DIV                      | 434          | 6,50         |             |             |
|                          | Fatoumata Sacko             | SE                       | DIV                      | 434          | 6,50         |             |             |
|                          | Loïc Bonhomme               | POID                     | EXG                      | 106          | 1,59         |             |             |
|                          | Catherine Lecolle           | POID                     | EXG                      | 106          | 1,59         |             |             |
|                          | Marylène Monique Bocquillon | SE                       | DIV                      | 0            | 0,00         |             |             |
|                          | Franck Gennevraye           | SE                       | DIV                      | 0            | 0,00         |             |             |
|                          |                             |                          |                          |              |              |             |             |
| Suffrages exprimés       | Suffrages exprimés          | Suffrages exprimés       | Suffrages exprimés       | 6 678        | 93,99        | 7 655       | 94,90       |
| Votes blancs             | Votes blancs                | Votes blancs             | Votes blancs             | 283          | 3,98         | 284         | 3,52        |
| Votes nuls               | Votes nuls                  | Votes nuls               | Votes nuls               | 144          | 2,03         | 127         | 1,57        |
| Total                    | Total                       | Total                    | Total                    | 7 105        | 100          | 8 066       | 100         |
| Abstention               | Abstention                  | Abstention               | Abstention               | 22 958       | 76,37        | 22 010      | 73,18       |
| Inscrits / participation | Inscrits / participation    | Inscrits / participation | Inscrits / participation | 30 653       | 23,63        | 30 076      | 26,82       |

### Canton de Bobigny
| Candidats                | Candidats                | Partis                   | Nuance                   | Premier tour | Premier tour | Second tour | Second tour |
| Candidats                | Candidats                | Partis                   | Nuance                   | Voix         | %            | Voix        | %           |
| ------------------------ | ------------------------ | ------------------------ | ------------------------ | ------------ | ------------ | ----------- | ----------- |
|                          | Pascale Labbé            | PCF                      | UGE                      | 4 245        | 51,88        | 6 043       | 66,47       |
|                          | Abdel Sadi               | PCF                      | UGE                      | 4 245        | 51,88        | 6 043       | 66,47       |
|                          | Ourida Allali            | UDI                      | UDI                      | 1 707        | 20,86        | 3 049       | 33,53       |
|                          | Thomas Franceschini      | UDI                      | UDI                      | 1 707        | 20,86        | 3 049       | 33,53       |
|                          | Renée Joly               | RN                       | RN                       | 1 033        | 12,62        |             |             |
|                          | Mustafa Suna             | RN                       | RN                       | 1 033        | 12,62        |             |             |
|                          | Chehineze Herabi         | LFI                      | FI                       | 923          | 11,28        |             |             |
|                          | Florent Lacaille Albiges | LFI                      | FI                       | 923          | 11,28        |             |             |
|                          | Cécile Odoyer            | POID                     | EXG                      | 275          | 3,36         |             |             |
|                          | Georges Vidal            | POID                     | EXG                      | 275          | 3,36         |             |             |
|                          |                          |                          |                          |              |              |             |             |
| Suffrages exprimés       | Suffrages exprimés       | Suffrages exprimés       | Suffrages exprimés       | 8 183        | 94,78        | 9 092       | 94,15       |
| Votes blancs             | Votes blancs             | Votes blancs             | Votes blancs             | 304          | 3,52         | 374         | 3,87        |
| Votes nuls               | Votes nuls               | Votes nuls               | Votes nuls               | 147          | 1,70         | 191         | 1,98        |
| Total                    | Total                    | Total                    | Total                    | 8 634        | 100          | 9 657       | 100         |
| Abstention               | Abstention               | Abstention               | Abstention               | 33 560       | 79,54        | 32 561      | 77,13       |
| Inscrits / participation | Inscrits / participation | Inscrits / participation | Inscrits / participation | 42 194       | 20,46        | 42 218      | 21,54       |

### Canton de Bondy
| Candidats                | Candidats                | Partis                   | Nuance                   | Premier tour | Premier tour | Second tour | Second tour |
| Candidats                | Candidats                | Partis                   | Nuance                   | Voix         | %            | Voix        | %           |
| ------------------------ | ------------------------ | ------------------------ | ------------------------ | ------------ | ------------ | ----------- | ----------- |
|                          | Philippe Dallier         | LR                       | LR                       | 3 432        | 42,89        | 5 172       | 57,34       |
|                          | Oldhynn Pierre           | LR                       | LR                       | 3 432        | 42,89        | 5 172       | 57,34       |
|                          | Linda Chefai             | G.s                      | UGE                      | 2 340        | 29,24        | 3 848       | 42,66       |
|                          | Georges De Noni          | EÉLV                     | UGE                      | 2 340        | 29,24        | 3 848       | 42,66       |
|                          | Éric Kozelko             | RN                       | RN                       | 1 239        | 15,48        |             |             |
|                          | Danielle Noé-Marchal     | RN                       | RN                       | 1 239        | 15,48        |             |             |
|                          | Lynda Agueni             | LFI                      | FI                       | 991          | 12,38        |             |             |
|                          | Ricardo Coronado         | LFI                      | FI                       | 991          | 12,38        |             |             |
|                          |                          |                          |                          |              |              |             |             |
| Suffrages exprimés       | Suffrages exprimés       | Suffrages exprimés       | Suffrages exprimés       | 8 002        | 95,36        | 9 020       | 94,32       |
| Votes blancs             | Votes blancs             | Votes blancs             | Votes blancs             | 244          | 2,91         | 352         | 3,68        |
| Votes nuls               | Votes nuls               | Votes nuls               | Votes nuls               | 145          | 1,73         | 191         | 2,00        |
| Total                    | Total                    | Total                    | Total                    | 8 391        | 100          | 9 563       | 100         |
| Abstention               | Abstention               | Abstention               | Abstention               | 29 732       | 77,99        | 28 588      | 74,93       |
| Inscrits / participation | Inscrits / participation | Inscrits / participation | Inscrits / participation | 38 123       | 22,01        | 38 151      | 23,64       |

### Canton de La Courneuve
| Candidats                | Candidats                | Partis                   | Nuance                   | Premier tour | Premier tour | Second tour | Second tour |
| Candidats                | Candidats                | Partis                   | Nuance                   | Voix         | %            | Voix        | %           |
| ------------------------ | ------------------------ | ------------------------ | ------------------------ | ------------ | ------------ | ----------- | ----------- |
|                          | Zainaba Saïd-Anzum       | PS                       | UGE                      | 2 943        | 43,60        | 4 737       | 68,74       |
|                          | Stéphane Troussel        | PS                       | UGE                      | 2 943        | 43,60        | 4 737       | 68,74       |
|                          | Aly Diouara              | DVG                      | DVG                      | 1 357        | 20,10        | 2 154       | 31,26       |
|                          | Mebrouka Hadjadj         | DVG                      | DVG                      | 1 357        | 20,10        | 2 154       | 31,26       |
|                          | Marie-Nella Hierso       | DVD                      | DVD                      | 946          | 14,01        |             |             |
|                          | Thierry Pichot Maufroy   | DVD                      | DVD                      | 946          | 14,01        |             |             |
|                          | Christine Benaut         | RN                       | RN                       | 755          | 11,19        |             |             |
|                          | Gilles Clavel            | RN                       | RN                       | 755          | 11,19        |             |             |
|                          | Jeroen Atputharajah      | LFI                      | UG                       | 749          | 11,10        |             |             |
|                          | Corinne Cadays-Delhome   | PCF                      | UG                       | 749          | 11,10        |             |             |
|                          |                          |                          |                          |              |              |             |             |
| Suffrages exprimés       | Suffrages exprimés       | Suffrages exprimés       | Suffrages exprimés       | 6 750        | 96,26        | 6 891       | 89,13       |
| Votes blancs             | Votes blancs             | Votes blancs             | Votes blancs             | 149          | 2,12         | 550         | 7,11        |
| Votes nuls               | Votes nuls               | Votes nuls               | Votes nuls               | 113          | 1,61         | 290         | 3,75        |
| Total                    | Total                    | Total                    | Total                    | 7 012        | 100          | 7 731       | 100         |
| Abstention               | Abstention               | Abstention               | Abstention               | 20 648       | 74,65        | 19 945      | 72,07       |
| Inscrits / participation | Inscrits / participation | Inscrits / participation | Inscrits / participation | 27 660       | 25,35        | 27 676      | 24,90       |

### Canton de Drancy
| Candidats                | Candidats                | Partis                   | Nuance                   | Premier tour | Premier tour | Second tour | Second tour |
| Candidats                | Candidats                | Partis                   | Nuance                   | Voix         | %            | Voix        | %           |
| ------------------------ | ------------------------ | ------------------------ | ------------------------ | ------------ | ------------ | ----------- | ----------- |
|                          | Hamid Chabani            | UDI                      | UDI                      | 4 478        | 58,25        | 5 734       | 70,01       |
|                          | Aude Lagarde             | UDI                      | UDI                      | 4 478        | 58,25        | 5 734       | 70,01       |
|                          | Lotfi Ben Yedder         | PS                       | UGE                      | 1 655        | 21,53        | 2 456       | 29,99       |
|                          | Carine Nilès             | PCF                      | UGE                      | 1 655        | 21,53        | 2 456       | 29,99       |
|                          | Katarina Katanic         | RN                       | RN                       | 1 165        | 15,16        |             |             |
|                          | Enzo Marano              | RN                       | RN                       | 1 165        | 15,16        |             |             |
|                          | Élisa Carcillo           | DVC                      | UCD                      | 389          | 5,06         |             |             |
|                          | Clément Thepot           | LREM                     | UCD                      | 389          | 5,06         |             |             |
|                          |                          |                          |                          |              |              |             |             |
| Suffrages exprimés       | Suffrages exprimés       | Suffrages exprimés       | Suffrages exprimés       | 7 687        | 95,76        | 8 190       | 93,22       |
| Votes blancs             | Votes blancs             | Votes blancs             | Votes blancs             | 226          | 2,82         | 398         | 4,53        |
| Votes nuls               | Votes nuls               | Votes nuls               | Votes nuls               | 114          | 1,42         | 198         | 2,25        |
| Total                    | Total                    | Total                    | Total                    | 8 027        | 100          | 8 786       | 100         |
| Abstention               | Abstention               | Abstention               | Abstention               | 23 088       | 74,20        | 22 346      | 71,78       |
| Inscrits / participation | Inscrits / participation | Inscrits / participation | Inscrits / participation | 31 115       | 25,80        | 31 132      | 26,31       |

### Canton d'Épinay-sur-Seine
| Candidats                | Candidats                | Partis                   | Nuance                   | Premier tour | Premier tour | Second tour | Second tour |
| Candidats                | Candidats                | Partis                   | Nuance                   | Voix         | %            | Voix        | %           |
| ------------------------ | ------------------------ | ------------------------ | ------------------------ | ------------ | ------------ | ----------- | ----------- |
|                          | Michel Fourcade          | PS                       | UGE                      | 2 223        | 41,54        | 4 031       | 100         |
|                          | Florence Laroche         | PRG                      | UGE                      | 2 223        | 41,54        | 4 031       | 100         |
|                          | Farid Saidani            | UDI                      | UDI                      | 1 184        | 22,12        | Retrait     | Retrait     |
|                          | Christelle Vétil         | UDI                      | UDI                      | 1 184        | 22,12        | Retrait     | Retrait     |
|                          | Farid Aid                | PCF                      | COM                      | 1 182        | 22,09        |             |             |
|                          | Carinne Juste            | PCF                      | COM                      | 1 182        | 22,09        |             |             |
|                          | Omar Nkrumah Penaque     | GÉ                       | DIV                      | 763          | 14,26        |             |             |
|                          | Anissa Salah             | GÉ                       | DIV                      | 763          | 14,26        |             |             |
|                          |                          |                          |                          |              |              |             |             |
| Suffrages exprimés       | Suffrages exprimés       | Suffrages exprimés       | Suffrages exprimés       | 5 352        | 93,99        | 4 031       | 74,22       |
| Votes blancs             | Votes blancs             | Votes blancs             | Votes blancs             | 181          | 3,18         | 1 076       | 19,81       |
| Votes nuls               | Votes nuls               | Votes nuls               | Votes nuls               | 161          | 2,83         | 324         | 5,97        |
| Total                    | Total                    | Total                    | Total                    | 5 694        | 100          | 5 431       | 100         |
| Abstention               | Abstention               | Abstention               | Abstention               | 22 898       | 80,09        | 23 173      | 81,01       |
| Inscrits / participation | Inscrits / participation | Inscrits / participation | Inscrits / participation | 28 592       | 19,91        | 28 604      | 14,09       |

### Canton de Gagny
| Candidats                | Candidats                | Partis                   | Nuance                   | Premier tour | Premier tour | Second tour | Second tour |
| Candidats                | Candidats                | Partis                   | Nuance                   | Voix         | %            | Voix        | %           |
| ------------------------ | ------------------------ | ------------------------ | ------------------------ | ------------ | ------------ | ----------- | ----------- |
|                          | Rolin Cranoly            | LR                       | LR                       | 6 215        | 63,15        | 7 201       | 66,83       |
|                          | Marie-Blanche Pietri     | LR                       | LR                       | 6 215        | 63,15        | 7 201       | 66,83       |
|                          | Élisabeth Pochon         | PS                       | UGE                      | 2 803        | 28,49        | 3 574       | 33,17       |
|                          | Yannick Trigance         | PS                       | UGE                      | 2 803        | 28,49        | 3 574       | 33,17       |
|                          | Arnaud Bazillais         | LFI                      | FI                       | 823          | 8,36         |             |             |
|                          | Marie-Paule Offredo      | LFI                      | FI                       | 823          | 8,36         |             |             |
|                          |                          |                          |                          |              |              |             |             |
| Suffrages exprimés       | Suffrages exprimés       | Suffrages exprimés       | Suffrages exprimés       | 9 841        | 93,12        | 10 775      | 94,34       |
| Votes blancs             | Votes blancs             | Votes blancs             | Votes blancs             | 490          | 4,64         | 452         | 3,96        |
| Votes nuls               | Votes nuls               | Votes nuls               | Votes nuls               | 237          | 2,24         | 195         | 1,71        |
| Total                    | Total                    | Total                    | Total                    | 10 568       | 100          | 11 422      | 100         |
| Abstention               | Abstention               | Abstention               | Abstention               | 30 302       | 74,14        | 29 460      | 72,06       |
| Inscrits / participation | Inscrits / participation | Inscrits / participation | Inscrits / participation | 40 870       | 25,86        | 40 882      | 26,36       |

### Canton de Livry-Gargan
| Candidats                | Candidats                | Partis                   | Nuance                   | Premier tour | Premier tour | Second tour | Second tour |
| Candidats                | Candidats                | Partis                   | Nuance                   | Voix         | %            | Voix        | %           |
| ------------------------ | ------------------------ | ------------------------ | ------------------------ | ------------ | ------------ | ----------- | ----------- |
|                          | Pierre-Yves Martin       | LR                       | UD                       | 2 403        | 36,58        | 5 166       | 74,23       |
|                          | Sylvie Paul-Bernard      | LR                       | UD                       | 2 403        | 36,58        | 5 166       | 74,23       |
|                          | Jean-François Périer     | RN                       | RN                       | 1 331        | 20,26        | 1 793       | 25,77       |
|                          | Françoise Trova          | RN                       | RN                       | 1 331        | 20,26        | 1 793       | 25,77       |
|                          | Soufiane El Mounafis     | EÉLV                     | UGE                      | 1 294        | 19,70        |             |             |
|                          | Stéphanie Klebek         | GRS                      | UGE                      | 1 294        | 19,70        |             |             |
|                          | Michel Metenier          | LFI                      | DVG                      | 745          | 11,34        |             |             |
|                          | Sylvie Patri             | PCF                      | DVG                      | 745          | 11,34        |             |             |
|                          | Linda Kerdouche-Zegga    | Agir                     | DVD                      | 665          | 10,12        |             |             |
|                          | Gérard Prudhomme         | Agir                     | DVD                      | 665          | 10,12        |             |             |
|                          | Sophie Cicero            | POID                     | EXG                      | 131          | 1,99         |             |             |
|                          | Francis Jolivet          | POID                     | EXG                      | 131          | 1,99         |             |             |
|                          |                          |                          |                          |              |              |             |             |
| Suffrages exprimés       | Suffrages exprimés       | Suffrages exprimés       | Suffrages exprimés       | 6 569        | 96,28        | 6 959       | 89,75       |
| Votes blancs             | Votes blancs             | Votes blancs             | Votes blancs             | 145          | 2,13         | 546         | 7,04        |
| Votes nuls               | Votes nuls               | Votes nuls               | Votes nuls               | 109          | 1,60         | 249         | 3,21        |
| Total                    | Total                    | Total                    | Total                    | 6 823        | 100          | 7 754       | 100         |
| Abstention               | Abstention               | Abstention               | Abstention               | 26 679       | 79,81        | 26 075      | 77,08       |
| Inscrits / participation | Inscrits / participation | Inscrits / participation | Inscrits / participation | 33 802       | 20,19        | 33 829      | 20,57       |

### Canton de Montreuil-1
| Candidats                | Candidats                | Partis                   | Nuance                   | Premier tour | Premier tour | Second tour | Second tour |
| Candidats                | Candidats                | Partis                   | Nuance                   | Voix         | %            | Voix        | %           |
| ------------------------ | ------------------------ | ------------------------ | ------------------------ | ------------ | ------------ | ----------- | ----------- |
|                          | Frédéric Molossi         | PS                       | UGE                      | 4 712        | 38,90        | 7 761       | 70,88       |
|                          | Magalie Thibault         | PS                       | UGE                      | 4 712        | 38,90        | 7 761       | 70,88       |
|                          | Claudio Calfuquir        | LFI                      | FI                       | 1 961        | 16,19        | 3 189       | 29,12       |
|                          | Sayna Shahryari          | LFI                      | FI                       | 1 961        | 16,19        | 3 189       | 29,12       |
|                          | Murielle Mazé            | SL                       | UCD                      | 1 318        | 10,88        |             |             |
|                          | Stéphane Mesa            | SL                       | UCD                      | 1 318        | 10,88        |             |             |
|                          | Alice Gourpil            | RN                       | RN                       | 1 212        | 10,01        |             |             |
|                          | Sébastien Jolivet        | RN                       | RN                       | 1 212        | 10,01        |             |             |
|                          | Xavier Montaron          | TdP                      | UCG                      | 1 193        | 9,85         |             |             |
|                          | Fanta Souare             | DVC                      | UCG                      | 1 193        | 9,85         |             |             |
|                          | Katia Da Costa           | DVD                      | DVD                      | 958          | 7,91         |             |             |
|                          | Ivan Itzkovitch          | DVD                      | DVD                      | 958          | 7,91         |             |             |
|                          | Cheikh Mamadou Sy        | SE                       | DIV                      | 485          | 4,00         |             |             |
|                          | Carole Revidon           | SE                       | DIV                      | 485          | 4,00         |             |             |
|                          | Kévin Bironneau          | POID                     | EXG                      | 273          | 2,25         |             |             |
|                          | Christel Keizer          | POID                     | EXG                      | 273          | 2,25         |             |             |
|                          |                          |                          |                          |              |              |             |             |
| Suffrages exprimés       | Suffrages exprimés       | Suffrages exprimés       | Suffrages exprimés       | 12 112       | 95,48        | 10 950      | 80,84       |
| Votes blancs             | Votes blancs             | Votes blancs             | Votes blancs             | 499          | 3,93         | 2 365       | 17,46       |
| Votes nuls               | Votes nuls               | Votes nuls               | Votes nuls               | 74           | 0,58         | 231         | 1,71        |
| Total                    | Total                    | Total                    | Total                    | 12 685       | 100          | 13 546      | 100         |
| Abstention               | Abstention               | Abstention               | Abstention               | 35 202       | 73,51        | 34 363      | 71,73       |
| Inscrits / participation | Inscrits / participation | Inscrits / participation | Inscrits / participation | 47 887       | 26,49        | 47 909      | 22,86       |

### Canton de Montreuil-2
| Candidats                | Candidats                | Partis                   | Nuance                   | Premier tour | Premier tour | Second tour | Second tour |
| Candidats                | Candidats                | Partis                   | Nuance                   | Voix         | %            | Voix        | %           |
| ------------------------ | ------------------------ | ------------------------ | ------------------------ | ------------ | ------------ | ----------- | ----------- |
|                          | Belaïde Bedreddine       | PCF                      | UGE                      | 5 079        | 54,77        | 6 547       | 70,50       |
|                          | Tessa Chaumillon         | EÉLV                     | UGE                      | 5 079        | 54,77        | 6 547       | 70,50       |
|                          | Agathe Lescure           | DVG                      | DVG                      | 2 032        | 21,91        | 2 740       | 29,50       |
|                          | Patrick Pierron          | DVG                      | DVG                      | 2 032        | 21,91        | 2 740       | 29,50       |
|                          | Julien Guillot           | DVD                      | UCD                      | 1 742        | 18,79        |             |             |
|                          | Émeline Nohan            | DVD                      | UCD                      | 1 742        | 18,79        |             |             |
|                          | Patrice Faucheux         | POID                     | EXG                      | 420          | 4,53         |             |             |
|                          | Béatrice Youga Tientcheu | POID                     | EXG                      | 420          | 4,53         |             |             |
|                          |                          |                          |                          |              |              |             |             |
| Suffrages exprimés       | Suffrages exprimés       | Suffrages exprimés       | Suffrages exprimés       | 9 273        | 95,00        | 9 287       | 88,62       |
| Votes blancs             | Votes blancs             | Votes blancs             | Votes blancs             | 350          | 3,59         | 877         | 8,37        |
| Votes nuls               | Votes nuls               | Votes nuls               | Votes nuls               | 138          | 1,41         | 315         | 3,01        |
| Total                    | Total                    | Total                    | Total                    | 9 761        | 100          | 10 479      | 100         |
| Abstention               | Abstention               | Abstention               | Abstention               | 24 784       | 71,74        | 24 081      | 69,68       |
| Inscrits / participation | Inscrits / participation | Inscrits / participation | Inscrits / participation | 34 545       | 26,84        | 34 560      | 26,87       |

### Canton de Noisy-le-Grand
| Candidats                | Candidats                | Partis                   | Nuance                   | Premier tour | Premier tour | Second tour | Second tour |
| Candidats                | Candidats                | Partis                   | Nuance                   | Voix         | %            | Voix        | %           |
| ------------------------ | ------------------------ | ------------------------ | ------------------------ | ------------ | ------------ | ----------- | ----------- |
|                          | Emmanuel Constant        | PS                       | UGE                      | 3 504        | 33,43        | 6 041       | 50,16       |
|                          | Frédérique Denis         | EÉLV                     | UGE                      | 3 504        | 33,43        | 6 041       | 50,16       |
|                          | Éric Allemon             | UDI                      | UD                       | 3 148        | 30,03        | 6 003       | 49,84       |
|                          | Brigitte Marsigny        | LR                       | UD                       | 3 148        | 30,03        | 6 003       | 49,84       |
|                          | Bruno Corgne             | MoDem                    | DVC                      | 1 322        | 12,61        |             |             |
|                          | Stéphanie Richard        | MoDem                    | DVC                      | 1 322        | 12,61        |             |             |
|                          | Marie Savanian           | RN                       | RN                       | 1 243        | 11,86        |             |             |
|                          | Patrice Vella            | RN                       | RN                       | 1 243        | 11,86        |             |             |
|                          | Patrice Anato            | LREM                     | REM                      | 447          | 4,26         |             |             |
|                          | Nathalie Durand-de-Rueda | DVC                      | REM                      | 447          | 4,26         |             |             |
|                          | Marlène Chebli           | DVC                      | DIV                      | 360          | 3,43         |             |             |
|                          | Carlos Morgado           | DVC                      | DIV                      | 360          | 3,43         |             |             |
|                          | Maxence Buttey           | DVD                      | DIV                      | 261          | 2,49         |             |             |
|                          | Agnès Campagne           | DVD                      | DIV                      | 261          | 2,49         |             |             |
|                          | Geneviève Enaud          | POID                     | EXG                      | 197          | 1,88         |             |             |
|                          | Guy Huge                 | POID                     | EXG                      | 197          | 1,88         |             |             |
|                          |                          |                          |                          |              |              |             |             |
| Suffrages exprimés       | Suffrages exprimés       | Suffrages exprimés       | Suffrages exprimés       | 10 482       | 96,38        | 12 044      | 93,99       |
| Votes blancs             | Votes blancs             | Votes blancs             | Votes blancs             | 247          | 2,27         | 500         | 3,90        |
| Votes nuls               | Votes nuls               | Votes nuls               | Votes nuls               | 147          | 1,35         | 270         | 2,11        |
| Total                    | Total                    | Total                    | Total                    | 10 876       | 100          | 12 044      | 100         |
| Abstention               | Abstention               | Abstention               | Abstention               | 30 654       | 73,81        | 28 729      | 69,15       |
| Inscrits / participation | Inscrits / participation | Inscrits / participation | Inscrits / participation | 41 530       | 25,24        | 41 543      | 28,99       |

### Canton de Pantin
| Candidats                | Candidats                | Partis                   | Nuance                   | Premier tour | Premier tour | Second tour | Second tour |
| Candidats                | Candidats                | Partis                   | Nuance                   | Voix         | %            | Voix        | %           |
| ------------------------ | ------------------------ | ------------------------ | ------------------------ | ------------ | ------------ | ----------- | ----------- |
|                          | Nadia Azoug              | EÉLV                     | UGE                      | 4 099        | 40,56        | 8 308       | 100         |
|                          | Mathieu Monot            | PS                       | UGE                      | 4 099        | 40,56        | 8 308       | 100         |
|                          | Nadège Abomangoli        | LFI                      | UG                       | 2 394        | 23,69        | Retrait     | Retrait     |
|                          | Samir Amziane            | PCF                      | UG                       | 2 394        | 23,69        | Retrait     | Retrait     |
|                          | Sandrine Feuillet        | PCPA                     | DIV                      | 985          | 9,75         |             |             |
|                          | Aloïs Lang-Rousseau      | MHAN                     | DIV                      | 985          | 9,75         |             |             |
|                          | Sarah Naccache Perez     | LREM                     | UC                       | 945          | 9,35         |             |             |
|                          | Alexandre Saada          | MoDem                    | UC                       | 945          | 9,35         |             |             |
|                          | Fernand-Paul Berthenet   | LR                       | UD                       | 878          | 8,69         |             |             |
|                          | Catrina Tavares          | UDI                      | UD                       | 878          | 8,69         |             |             |
|                          | Véronique Andriot        | RN                       | RN                       | 731          | 7,23         |             |             |
|                          | Nicolas Lamaire          | RN                       | RN                       | 731          | 7,23         |             |             |
|                          | Nathalie Crocquet        | DVG                      | DVG                      | 74           | 0,73         |             |             |
|                          | André Reinald            | DVG                      | DVG                      | 74           | 0,73         |             |             |
|                          |                          |                          |                          |              |              |             |             |
| Suffrages exprimés       | Suffrages exprimés       | Suffrages exprimés       | Suffrages exprimés       | 10 106       | 96,77        | 8 308       | 76,96       |
| Votes blancs             | Votes blancs             | Votes blancs             | Votes blancs             | 185          | 1,77         | 1 932       | 17,90       |
| Votes nuls               | Votes nuls               | Votes nuls               | Votes nuls               | 152          | 1,46         | 555         | 5,14        |
| Total                    | Total                    | Total                    | Total                    | 10 443       | 100          | 10 795      | 100         |
| Abstention               | Abstention               | Abstention               | Abstention               | 24 331       | 69,97        | 23 988      | 68,96       |
| Inscrits / participation | Inscrits / participation | Inscrits / participation | Inscrits / participation | 34 774       | 29,06        | 37 783      | 23,89       |

### Canton de Saint-Denis-1
| Candidats                | Candidats                | Partis                   | Nuance                   | Premier tour | Premier tour | Second tour | Second tour |
| Candidats                | Candidats                | Partis                   | Nuance                   | Voix         | %            | Voix        | %           |
| ------------------------ | ------------------------ | ------------------------ | ------------------------ | ------------ | ------------ | ----------- | ----------- |
|                          | Corentin Duprey          | PS                       | UGE                      | 2 352        | 41,01        | 4 359       | 100         |
|                          | Oriane Filhol            | G.s                      | UGE                      | 2 352        | 41,01        | 4 359       | 100         |
|                          | Bally Bagayoko           | LFI                      | UG                       | 2 241        | 39,08        | Retrait     | Retrait     |
|                          | Sofia Boutrih            | PCF                      | UG                       | 2 241        | 39,08        | Retrait     | Retrait     |
|                          | Anaïs Brood              | MoDem                    | UC                       | 598          | 10,43        |             |             |
|                          | Quentin Gutierrez        | LREM                     | UC                       | 598          | 10,43        |             |             |
|                          | Adeline Assogba          | UDI                      | UDI                      | 544          | 9,49         |             |             |
|                          | Slimane Raballah         | UDI                      | UDI                      | 544          | 9,49         |             |             |
|                          |                          |                          |                          |              |              |             |             |
| Suffrages exprimés       | Suffrages exprimés       | Suffrages exprimés       | Suffrages exprimés       | 5 735        | 94,31        | 4 359       | 73,68       |
| Votes blancs             | Votes blancs             | Votes blancs             | Votes blancs             | 240          | 3,95         | 1 328       | 22,45       |
| Votes nuls               | Votes nuls               | Votes nuls               | Votes nuls               | 106          | 1,74         | 229         | 3,87        |
| Total                    | Total                    | Total                    | Total                    | 6 081        | 100          | 5 916       | 100         |
| Abstention               | Abstention               | Abstention               | Abstention               | 21 204       | 77,71        | 21 376      | 78,32       |
| Inscrits / participation | Inscrits / participation | Inscrits / participation | Inscrits / participation | 27 285       | 21,02        | 27 292      | 15,97       |

### Canton de Saint-Denis-2
| Candidats                | Candidats                | Partis                   | Nuance                   | Premier tour | Premier tour | Second tour | Second tour |
| Candidats                | Candidats                | Partis                   | Nuance                   | Voix         | %            | Voix        | %           |
| ------------------------ | ------------------------ | ------------------------ | ------------------------ | ------------ | ------------ | ----------- | ----------- |
|                          | Silvia Capanema          | LFI                      | UG                       | 2 971        | 44,09        | 5 044       | 100         |
|                          | Azzédine Taibi           | PCF                      | UG                       | 2 971        | 44,09        | 5 044       | 100         |
|                          | Katy Bontinck            | G.s                      | UGE                      | 1 310        | 19,44        | Retrait     | Retrait     |
|                          | Shems El Khalfaoui       | PS                       | UGE                      | 1 310        | 19,44        | Retrait     | Retrait     |
|                          | Bakary Soukouna          | DVG                      | DVG                      | 768          | 11,40        |             |             |
|                          | Marie Souprayen          | DVG                      | DVG                      | 768          | 11,40        |             |             |
|                          | Claude Pinson            | RN                       | RN                       | 755          | 11,20        |             |             |
|                          | Marguerite Poupon        | RN                       | RN                       | 755          | 11,20        |             |             |
|                          | Yvonne Mauguin           | LREM                     | REM                      | 470          | 6,97         |             |             |
|                          | Hamza Rabehi             | LREM                     | REM                      | 470          | 6,97         |             |             |
|                          | Tedj-Eddine Bouaïch      | DVD                      | UD                       | 465          | 6,90         |             |             |
|                          | Marie-Claude Goureau     | LR                       | UD                       | 465          | 6,90         |             |             |
|                          |                          |                          |                          |              |              |             |             |
| Suffrages exprimés       | Suffrages exprimés       | Suffrages exprimés       | Suffrages exprimés       | 6 739        | 94,03        | 5 044       | 70,32       |
| Votes blancs             | Votes blancs             | Votes blancs             | Votes blancs             | 352          | 4,91         | 1 957       | 27,28       |
| Votes nuls               | Votes nuls               | Votes nuls               | Votes nuls               | 76           | 1,06         | 172         | 2,40        |
| Total                    | Total                    | Total                    | Total                    | 7 167        | 100          | 7 173       | 100         |
| Abstention               | Abstention               | Abstention               | Abstention               | 29 670       | 80,54        | 29 683      | 80,54       |
| Inscrits / participation | Inscrits / participation | Inscrits / participation | Inscrits / participation | 36 837       | 18,29        | 36 856      | 13,69       |

### Canton de Saint-Ouen-sur-Seine
| Candidats                | Candidats                | Partis                   | Nuance                   | Premier tour | Premier tour | Second tour | Second tour |
| Candidats                | Candidats                | Partis                   | Nuance                   | Voix         | %            | Voix        | %           |
| ------------------------ | ------------------------ | ------------------------ | ------------------------ | ------------ | ------------ | ----------- | ----------- |
|                          | Karim Bouamrane          | PS                       | UGE                      | 6 178        | 56,43        | 7 739       | 64,95       |
|                          | Émilie Lecrocq           | PCF                      | UGE                      | 6 178        | 56,43        | 7 739       | 64,95       |
|                          | William Delannoy         | DVD                      | UD                       | 3 114        | 28,44        | 4 177       | 35,05       |
|                          | Marina Venturini         | LR                       | UD                       | 3 114        | 28,44        | 4 177       | 35,05       |
|                          | Cendrine Boulain         | RN                       | RN                       | 834          | 7,62         |             |             |
|                          | Christian Sieber         | RN                       | RN                       | 834          | 7,62         |             |             |
|                          | Mohamed-Jamil Abid       | DVG                      | DVG                      | 547          | 5,00         |             |             |
|                          | Solène Khin Zin Minn     | DVG                      | DVG                      | 547          | 5,00         |             |             |
|                          | Marc-Antoine Authier     | Agir                     | DVC                      | 276          | 2,52         |             |             |
|                          | Typhaine Leforestier     | Agir                     | DVC                      | 276          | 2,52         |             |             |
|                          |                          |                          |                          |              |              |             |             |
| Suffrages exprimés       | Suffrages exprimés       | Suffrages exprimés       | Suffrages exprimés       | 10 949       | 95,84        | 11 916      | 95,67       |
| Votes blancs             | Votes blancs             | Votes blancs             | Votes blancs             | 279          | 2,44         | 337         | 2,71        |
| Votes nuls               | Votes nuls               | Votes nuls               | Votes nuls               | 196          | 1,72         | 202         | 1,62        |
| Total                    | Total                    | Total                    | Total                    | 11 424       | 100          | 12 455      | 100         |
| Abstention               | Abstention               | Abstention               | Abstention               | 32 697       | 74,11        | 31 683      | 71,78       |
| Inscrits / participation | Inscrits / participation | Inscrits / participation | Inscrits / participation | 44 121       | 24,82        | 44 138      | 27,00       |

### Canton de Sevran
| Candidats                | Candidats                | Partis                   | Nuance                   | Premier tour | Premier tour | Second tour | Second tour |
| Candidats                | Candidats                | Partis                   | Nuance                   | Voix         | %            | Voix        | %           |
| ------------------------ | ------------------------ | ------------------------ | ------------------------ | ------------ | ------------ | ----------- | ----------- |
|                          | Stéphane Blanchet        | DVG                      | UGE                      | 3 448        | 41,98        | 5 344       | 57,51       |
|                          | Mélissa Youssouf         | EÉLV                     | UGE                      | 3 448        | 41,98        | 5 344       | 57,51       |
|                          | Philippe Geffroy         | LR                       | LR                       | 2 289        | 27,87        | 3 948       | 42,49       |
|                          | Martine Valleton         | LR                       | LR                       | 2 289        | 27,87        | 3 948       | 42,49       |
|                          | Abdelkader Arrahmane     | DVG                      | DVG                      | 1 051        | 12,80        |             |             |
|                          | Nelly Rolland            | DVG                      | DVG                      | 1 051        | 12,80        |             |             |
|                          | Luc Colomas              | RN                       | RN                       | 1 008        | 12,27        |             |             |
|                          | Herminia Fardeau         | RN                       | RN                       | 1 008        | 12,27        |             |             |
|                          | Fabrice Scagni           | LREM                     | REM                      | 417          | 5,08         |             |             |
|                          | Jeannine Yana            | DVC                      | REM                      | 417          | 5,08         |             |             |
|                          |                          |                          |                          |              |              |             |             |
| Suffrages exprimés       | Suffrages exprimés       | Suffrages exprimés       | Suffrages exprimés       | 8 213        | 95,21        | 9 292       | 94,20       |
| Votes blancs             | Votes blancs             | Votes blancs             | Votes blancs             | 257          | 2,98         | 364         | 3,69        |
| Votes nuls               | Votes nuls               | Votes nuls               | Votes nuls               | 156          | 1,81         | 108         | 2,11        |
| Total                    | Total                    | Total                    | Total                    | 8 626        | 100          | 9 864       | 100         |
| Abstention               | Abstention               | Abstention               | Abstention               | 33 519       | 79,53        | 32 311      | 76,61       |
| Inscrits / participation | Inscrits / participation | Inscrits / participation | Inscrits / participation | 42 145       | 19,49        | 42 175      | 22,03       |

### Canton de Tremblay-en-France
| Candidats                | Candidats                | Partis                   | Nuance                   | Premier tour | Premier tour | Second tour | Second tour |
| Candidats                | Candidats                | Partis                   | Nuance                   | Voix         | %            | Voix        | %           |
| ------------------------ | ------------------------ | ------------------------ | ------------------------ | ------------ | ------------ | ----------- | ----------- |
|                          | Dominique Dellac         | PCF                      | UGE                      | 3 360        | 38,70        | 5 325       | 52,85       |
|                          | Pierre Laporte           | LFI                      | UGE                      | 3 360        | 38,70        | 5 325       | 52,85       |
|                          | Lynda Aït Mesghat        | DVD                      | UD                       | 3 057        | 35,21        | 4 751       | 47,15       |
|                          | Xavier Lemoine           | VIA                      | UD                       | 3 057        | 35,21        | 4 751       | 47,15       |
|                          | Natacha Ferreira         | RN                       | RN                       | 1 913        | 22,03        |             |             |
|                          | Nicolas Pierron          | RN                       | RN                       | 1 913        | 22,03        |             |             |
|                          | Micheline Guillemette    | POID                     | EXG                      | 353          | 4,07         |             |             |
|                          | Romain Tellier           | POID                     | EXG                      | 353          | 4,07         |             |             |
|                          |                          |                          |                          |              |              |             |             |
| Suffrages exprimés       | Suffrages exprimés       | Suffrages exprimés       | Suffrages exprimés       | 8 683        | 95,62        | 10 076      | 94,01       |
| Votes blancs             | Votes blancs             | Votes blancs             | Votes blancs             | 260          | 2,86         | 446         | 4,16        |
| Votes nuls               | Votes nuls               | Votes nuls               | Votes nuls               | 138          | 1,52         | 196         | 1,83        |
| Total                    | Total                    | Total                    | Total                    | 9 081        | 100          | 10 718      | 100         |
| Abstention               | Abstention               | Abstention               | Abstention               | 32 443       | 78,13        | 30 825      | 74,20       |
| Inscrits / participation | Inscrits / participation | Inscrits / participation | Inscrits / participation | 41 524       | 20,91        | 41 543      | 24,25       |

### Canton de Villemomble
| Candidats                | Candidats                   | Partis                   | Nuance                   | Premier tour | Premier tour | Second tour | Second tour |
| Candidats                | Candidats                   | Partis                   | Nuance                   | Voix         | %            | Voix        | %           |
| ------------------------ | --------------------------- | ------------------------ | ------------------------ | ------------ | ------------ | ----------- | ----------- |
|                          | Jean-Michel Bluteau         | DVD                      | DVD                      | 3 264        | 29,37        | 7 011       | 60,92       |
|                          | Michèle Choulet             | LR                       | DVD                      | 3 264        | 29,37        | 7 011       | 60,92       |
|                          | Delphine Mehallel           | EÉLV                     | UGE                      | 2 922        | 26,30        | 4 498       | 39,08       |
|                          | Jean-Marc Minetto           | PS                       | UGE                      | 2 922        | 26,30        | 4 498       | 39,08       |
|                          | Sonia Beaufremez            | LR                       | DVD                      | 2 394        | 21,54        |             |             |
|                          | Patrice Calméjane           | LR                       | DVD                      | 2 394        | 21,54        |             |             |
|                          | Murielle Birolini           | RN                       | RN                       | 1 712        | 15,41        |             |             |
|                          | Jean Madjarian              | RN                       | RN                       | 1 712        | 15,41        |             |             |
|                          | Joffrey Demangel            | LFI                      | UG                       | 820          | 7,38         |             |             |
|                          | Delphine Zoughebbi-Gaillard | PCF                      | UG                       | 820          | 7,38         |             |             |
|                          |                             |                          |                          |              |              |             |             |
| Suffrages exprimés       | Suffrages exprimés          | Suffrages exprimés       | Suffrages exprimés       | 11 112       | 97,06        | 11 509      | 94,41       |
| Votes blancs             | Votes blancs                | Votes blancs             | Votes blancs             | 227          | 1,98         | 452         | 3,71        |
| Votes nuls               | Votes nuls                  | Votes nuls               | Votes nuls               | 110          | 0,96         | 229         | 1,88        |
| Total                    | Total                       | Total                    | Total                    | 11 449       | 100          | 11 509      | 100         |
| Abstention               | Abstention                  | Abstention               | Abstention               | 27 055       | 70,27        | 26 317      | 68,34       |
| Inscrits / participation | Inscrits / participation    | Inscrits / participation | Inscrits / participation | 38 504       | 28,86        | 38 507      | 29,89       |